# Kanton Juzennecourt
Der Kanton Juzennecourt war bis 2015 ein französischer Wahlkreis im Arrondissement Chaumont, im Département Haute-Marne und in der Region Champagne-Ardenne; sein Hauptort war Juzennecourt. Vertreter im Generalrat des Départements war von 1998 bis 2011 Michel Berthelmot, ihm folgte bis zur Auflösung des Kantons 2015 Stéphane Martinelli nach.

Lage des ehemaligen Kantons Juzennecourt im Arrondissement Chaumont

## Gemeinden
Der Kanton umfasste 15 Gemeinden:
| Gemeinde                  | Einwohner Jahr | Fläche km² | Bevölkerungsdichte | Code INSEE | Postleitzahl |
| ------------------------- | -------------- | ---------- | ------------------ | ---------- | ------------ |
| Autreville-sur-la-Renne   | 393 (2013)     | 41,76      | 9 Einw./km²        | 52031      | 52120        |
| Blaisy                    | 76 (2013)      | 5,62       | 14 Einw./km²       | 52053      | 52330        |
| Colombey-les-Deux-Églises | 665 (2013)     | 73,63      | 9 Einw./km²        | 52140      | 52330        |
| Curmont                   | 13 (2013)      | 2,94       | 4 Einw./km²        | 52157      | 52330        |
| Gillancourt               | 113 (2013)     | 15,09      | 7 Einw./km²        | 52221      | 52330        |
| Juzennecourt              | 209 (2013)     | 11,87      | 18 Einw./km²       | 52253      | 52330        |
| Lachapelle-en-Blaisy      | 77 (2013)      | 16,53      | 5 Einw./km²        | 52254      | 52330        |
| Lamothe-en-Blaisy         | 73 (2013)      | 10,21      | 7 Einw./km²        | 52262      | 52330        |
| Maranville                | 431 (2013)     | 12,42      | 35 Einw./km²       | 52308      | 52370        |
| Meures                    | 128 (2013)     | 8,17       | 16 Einw./km²       | 52322      | 52310        |
| Montheries                | 60 (2013)      | 16,22      | 4 Einw./km²        | 52330      | 52330        |
| Rennepont                 | 153 (2013)     | 11,98      | 13 Einw./km²       | 52419      | 52370        |
| Rizaucourt-Buchey         | 119 (2013)     | 15,07      | 8 Einw./km²        | 52426      | 52330        |
| Sexfontaines              | 125 (2013)     | 20,77      | 6 Einw./km²        | 52472      | 52330        |
| Vaudrémont                | 123 (2013)     | 10,39      | 12 Einw./km²       | 52506      | 52330        |

## Bevölkerungsentwicklung
| 1962 | 1968 | 1975 | 1982 | 1990 | 1999 | 2006 | 2012 |
| ---- | ---- | ---- | ---- | ---- | ---- | ---- | ---- |
| 2690 | 2984 | 2831 | 2882 | 2838 | 2827 | 2911 | 2861 |